# Protolophozia
Protolophozia là một chi rêu trong họ Jungermanniaceae.